# Брачный полёт

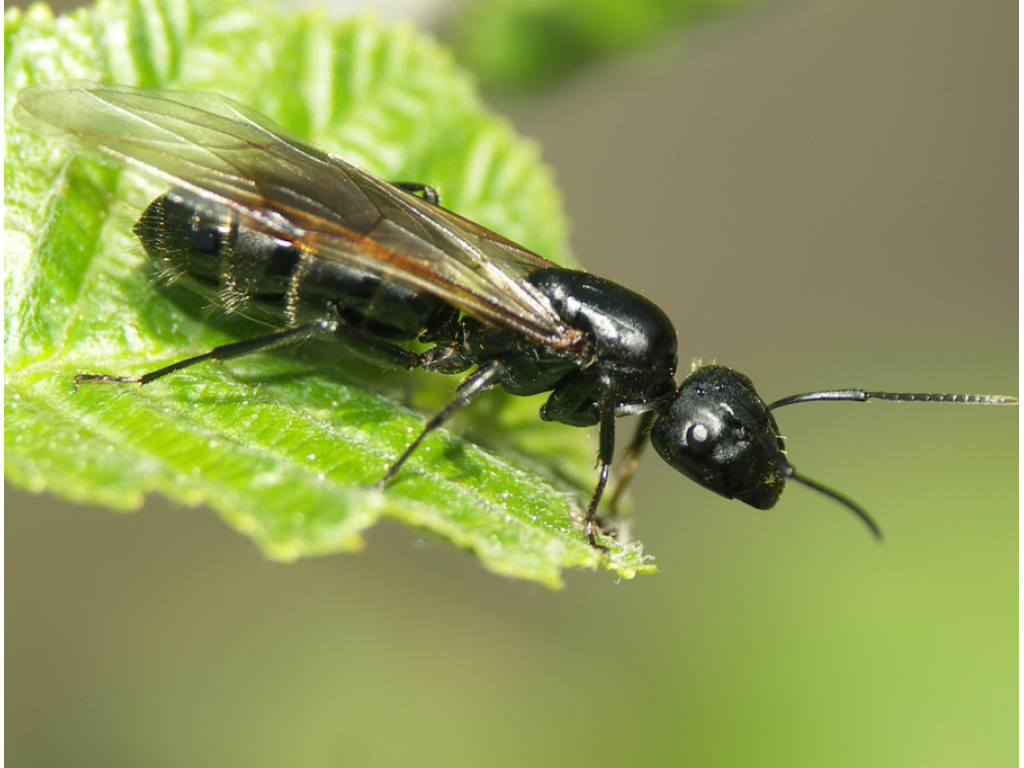
Крылатая самка чёрного муравья-древоточца

Брачный полет — важный этап размножения большинства муравьёв, термитов и некоторых видов пчёл. Он также наблюдается у некоторых видов мух, таких как Rhamphomyia longicauda.
Во время полета девственные матки спариваются с самцами, а затем приземляются, чтобы создать новую колонию или, в случае медоносных пчел, продолжить преемственность существующей колонии.
Этот процесс происходит в определённое время года (как правило несколько раз в год). Как правило, самцы взлетают раньше самок и выделяют феромоны, заставляющие их следовать за ними. Самки большинства видов спариваются только с одним самцом, но встречаются также виды, самки которых спариваются с десятью и более самцами.